# 7 juillet 1936
Le mardi 7 juillet 1936 est le 189e jour de l'année 1936.

## Naissances
- Egbert Brieskorn (mort le 11 juillet 2013), mathématicien allemand
- Gérard Labrot (mort le 1er février 2018), historien français
- Jerzy Aleksandrowicz (mort le 17 octobre 2018), psychiatre polonais
- Joseph Siffert (mort le 24 octobre 1971), pilote automobile suisse
- Larbi Messari (mort le 25 juillet 2015), homme politique marocain
- Lisa Seagram (morte le 1er février 2019), actrice américaine
- Luciano Bellosi (mort le 26 avril 2011), historien italien de l'art italien
- Tom Oberheim, inventeur américain du premier synthétiseur polyphonique

## Décès
- Gueorgui Tchitcherine (né le 24 novembre 1872), révolutionnaire, homme politique et diplomate russe et soviétique
- Heinrich Hoerle (né le 1er septembre 1895), peintre constructiviste allemand
- Thomas Meighan (né le 9 avril 1879), acteur américain

## Événements
- Début du tour de France de 1936